# Myliobatis longirostris
Myliobatis longirostris är en rockeart som beskrevs av Elmer Ivan Applegate och Fitch 1964. Myliobatis longirostris ingår i släktet Myliobatis och familjen örnrockor. IUCN kategoriserar arten globalt som nära hotad. Inga underarter finns listade i Catalogue of Life.